# Jean-Jacques Tschudin
 (septembre 2018).
Jean-Jacques Tschudin, né le 2 décembre 1934 à Neuchâtel et mort le 26 juillet 2013 à Villejuif, est un historien français spécialiste de l'histoire du théâtre et de la littérature au Japon, professeur à l'Université Paris-Diderot.

## Biographie
Chercheur d’origine suisse, né à Neuchâtel en Suisse, Jean-Jacques Tschudin a d'abord commencé sa carrière comme peintre, en 1961, puis il a parcouru le monde durant une quinzaine d'années, et a résidé en Espagne, au Portugal, en Italie, au Canada, au Mexique, aux États-Unis ou encore à Cuba, puis finalement au Japon. Engagé dans un cursus universitaire de japonais à la quarantaine, il a obtenu une Licence de Lettres Modernes, un Doctorat de 3e cycle en études extrêmes-orientales (thèse intitulée Le Théâtre prolétarien au Japon, sous la direction de Bernard Frank, professeur au Collège de France, soutenue le 10 novembre 1981) et un Doctorat d’État en Lettres et Sciences humaines en Études orientales (thèse intitulée La Naissance du théâtre moderne au Japon, sous la direction de Jacqueline Pigeot, professeur à l’université Paris-Diderot, soutenue le 15 septembre 1992).
Jean-Jacques Tschudin a été assistant associé (1981-1982), maître-assistant (1982-1986), maître de conférences (1986-1993), puis professeur (1993-2003) à l’université Paris-Diderot.

## Publications
Jean-Jacques Tschudin est un « chercheur qui a consacré aux arts de la scène japonais l'essentiel de son œuvre ». Ses publications comprennent de nombreux ouvrages, directions d'ouvrage, contributions en article de revue ou en ouvrage collectif. 
Monographies
- Les Semeurs – Tanemakuhito, Bibliothèque de l’IHEJ et du Collège de France, L’Asiathèque, 1979
- La Littérature japonaise, (avec Jacqueline Pigeot), Que-sais-je ?, Paris, PUF, 1983, édition révisée en 1995
- La Ligue du théâtre prolétarien japonais, collection Lettres asiatiques, Paris, L’Harmattan, 1989
- Le Kabuki devant la modernité, Lausanne, L’Âge d’homme, 1995
- La Littérature japonaise, (avec D.Struve) , Que-sais-je ?, Paris, PUF, 2008, (nouvelle version)
- Histoire du théâtre classique japonais, Toulouse, Anacharsis, 2011[5]
- L'éblouissement d'un regard : découverte et réception occidentales du théâtre japonais de la fin du Moyen Âge à la seconde guerre mondiale, Toulouse, Anacharsis, 2014

Direction d’ouvrages collectifs
- avec Claude Hamon, La Nation en marche, Paris, Philippe Picquier, 1999
- avec Claude Hamon, La Modernité à l’horizon, Paris, Philippe Picquier, 2004
- avec Claude Hamon, La Société japonaise devant la montée du militarisme, Paris, Philippe Picquier, 2007[6]